# Myiagra ruficollis
Myiagra ruficollis là một loài chim trong họ Monarchidae.
được tìm thấy ở Australia, Indonesia và Papua New Guinea. Môi trường sống tự nhiên của chúng là rừng nhiệt đới hoặc cận nhiệt đới ẩm vùng đất thấp, rừng ngập mặn nhiệt đới hoặc cận nhiệt đới, và rừng núi nhiệt đới hoặc cận nhiệt đới.